# Cryphia griseoflava
Cryphia griseoflava är en fjärilsart som beskrevs av Edward Alfred Cockayne och Williams 1956. Cryphia griseoflava ingår i släktet Cryphia och familjen nattflyn. Inga underarter finns listade i Catalogue of Life.